# Celina Borzęcka
Celine Chludzińska Borzęcka, CR (29. října 1833, Orša – 26. října 1913, Krakov) byla polská římskokatolická řeholnice, spoluzakladatelka a členka kongregace Sester Vzkříšení našeho Pána Ježíše Krista. Katolická církev ji uctívá jako blahoslavenou.

## Život
Narodila se dne 29. října 1833 ve vesnici Antowil u města Orša v Ruské říši (dnešní Vitebská oblast v Bělorusku) jako jedno ze tří dětí bohatého vlastníka půdy Ignatia a Petronely Chludzińských.
V dětství uvažovala o řeholním životě v klášteře ve Vilniusu, ale na přání rodičů se roku 1853 provdala za Józefa Borzęckého (* 1820). Během manželství se jim narodily čtyři děti, z toho dvě (Marynia a Kazimierz) zemřely v dětském věku. Její manžel jí pomáhal při správě jejich majetku a s výchovou jejich dvou přeživších dcer Celine a Jadwigy. Roku 1869 její manžel utrpěl mrtvici, která mu způsobila paralýzu, kvůli které byl po zbytek života upoután na invalidní vozík. Spolu s manželem se přestěhovala do Vídně, aby mu zajistila co nejlepší lékařskou péči. Roku 1874 její manžel po sepsání závěti zemřel, načež se se svými dvěma dcerami přestěhovala do Říma.
V Římě se setkala s knězem Piotrem Semenenkem, zakladatelem mužské kongregace Vzkříšení našeho Pána Ježíše Krista, který se stal jejím duchovním vůdcem. Roku 1882 začala spolu se svoji dcerou Jadwigou a dalšími dvěma ženami žít řeholním způsobem života, zatímco její dcera Celine se provdala za mladého Poláka.
Dne 6. ledna 1891 spoluzaložila v Římě spolu se svoji dcerou Jadwigou ženskou řeholní kongregaci Sester Vzkříšení našeho Pána Ježíše Krista a téhož dne spolu s ní složila své doživotní řeholní sliby. Kongregace se poté rozrostla o nové členky i řeholní domy ve více zemích světa, včetně Polska Bulharska nebo Spojených států amerických a jejím posláním je především výchova dívek. Byla zvolena první generální představenou kongregace. Roku 1906 náhle zemřela její dcera Jadwiga, která byla její blízkou spolupracovnicí.
Zemřela dne 26. října 1913 v Krakově. Její ostatky a také ostatky její dcery Jadwigy byly dne exhumovány 22. listopadu 1937 a poté znovu 3. dubna 2001 a jsou uchovávány v Kútech, kde stojí řeholní dům jí založené kongregace.

## Úcta
Její beatifikační proces započal dne 10. dubna 1964, čímž obdržela titul služebnice Boží. Téhož dne také započal proces blahořečení její dcery Jadwigy. Dne 11. února 1982 ji papež sv. Jan Pavel II. podepsáním dekretu o jejích hrdinských ctnostech prohlásil za ctihodnou. Dne 16. prosince 2006 byl uznán zázrak na její přímluvu, potřebný pro její blahořečení.
Blahořečena pak byla dne 27. října 2007 v Lateránské bazilice v Římě papežem Benediktem XVI.
Její památka je připomínána 26. října. Bývá zobrazována v řeholním oděvu. Je patronkou jí založené kongregace.